# Phagocyte
 (mai 2025).
Si vous disposez d'ouvrages ou d'articles de référence ou si vous connaissez des sites web de qualité traitant du thème abordé ici, merci de compléter l'article en donnant les références utiles à sa vérifiabilité et en les liant à la section « Notes et références ».

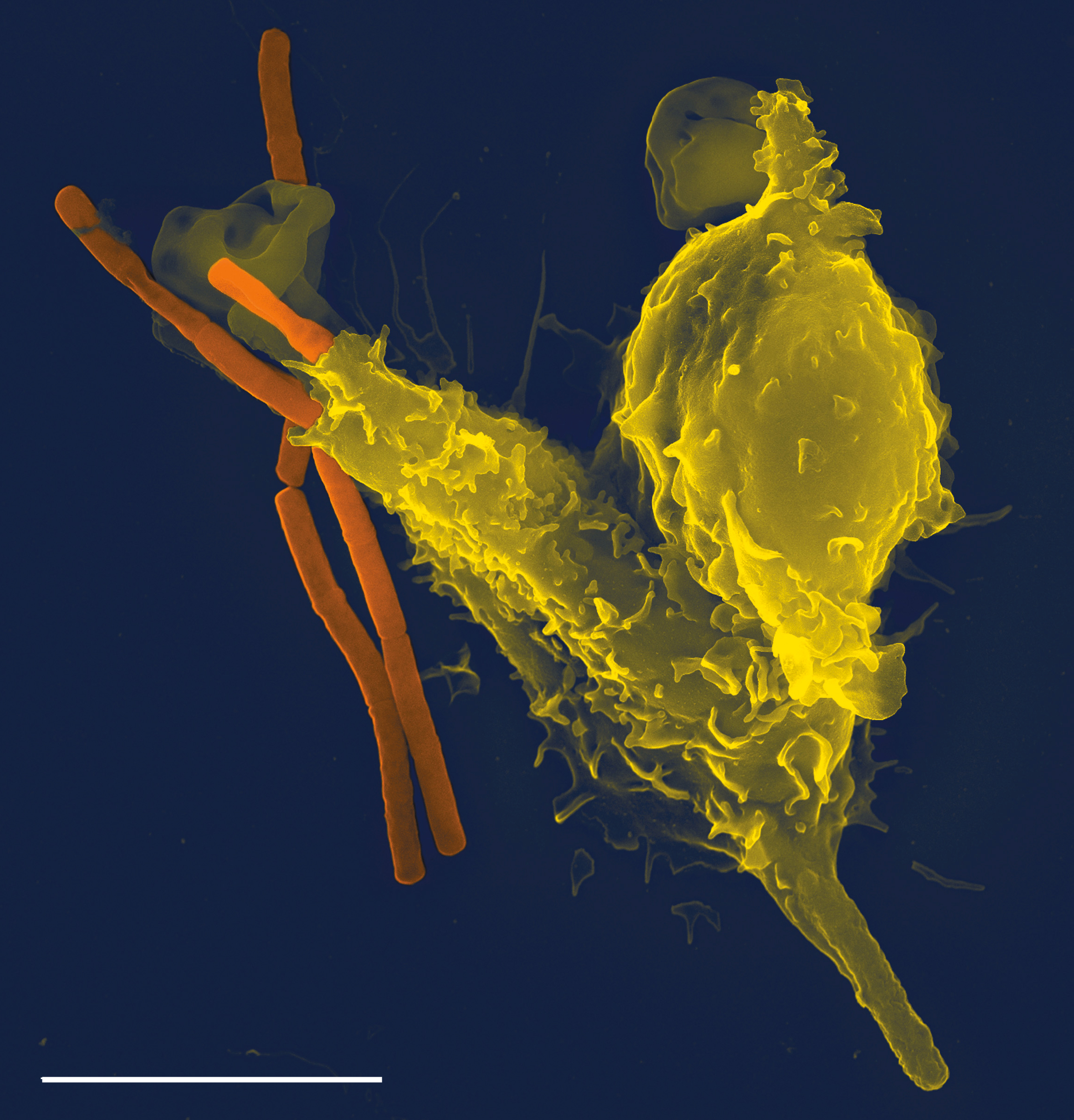
Image au microscope électronique d'un neutrophile (jaune, droite) phagocytant anthrax bacilli (orange, gauche).

« Phagocyte » (aussi appelé « cellule phagocytaire ») signifie « cellule mangeuse ». On les appelle parfois éboueurs de l'organisme. Les phagocytes ou « cellules phagocytaires », sont en effet des cellules pouvant ingérer et détruire des particules dont la taille doit être supérieure à 0,5 µm , qui sont par exemple des microorganismes comme des bactéries, des cellules altérées, des tissus sanguins ou des particules étrangères à l'organisme. Le processus s'appelle la phagocytose.
Les virus ne peuvent pas être phagocytés par les phagocytes. Par contre, lorsque les virus infectent une cellule, celle-ci peut être phagocytée.C'est pourquoi, il peut y avoir de la fièvre lors des infections virales.[pas clair]
Les phagocytes jouent un rôle essentiel contre les infections, essentiellement bactériennes, mais ils participent aussi à l'élimination des micro et nanoparticules étrangères qui pénètrent l'organisme. Ils participent aux processus inflammatoires et au déclenchement de la fièvre.
Le terme « phagocyte » est habituellement utilisé pour les organismes animaux, dont celui de l'être humain, mais des processus comparables à la phagocytose existent chez d'autres organismes vivants.
Ces cellules peuvent se déformer et émettre des prolongements (pseudopodes), qui emprisonnent la particule de manière à permettre son ingestion par inclusion progressive dans le phagocyte où elle est enfermée à l'intérieur de leur cytoplasme, dans une sorte de poche (« la vacuole de phagocytose ») où des organes spécialisés de la cellule, les lysosomes, vont sécréter des enzymes lytiques capables de dégrader la matière vivante pour détruire la particule ou cellule ingérée. L'ensemble de ce processus s'appelle la phagocytose. Le plus souvent, les macrophages éliminent totalement les microbes présents au niveau d'une plaie ou d'un site infecté. Parfois, les microbes résistent à la phagocytose ; l'infection peut alors progresser.
Si les microbes détruisent les neutrophiles ou que ces derniers sont très nombreux et en fin de vie, il y a formation de pus (abcès ou production externe).
Les phagocytes sont :
- les polynucléaires neutrophiles
- les monocytes / macrophages
- les cellules dendritiques

70 % d'entre eux sont des granulocytes, 5 % d'entre eux des macrophages , et le reste est composé de cellules dendritiques.